# Alfadanga
Alfadanga è un sottodistretto (upazila) del Bangladesh situato nel distretto di Faridpur, divisione di Dacca. Si estende su una superficie di 136,00 km² e conta una popolazione di 90.873 abitanti (dato censimento 1991).